# Bundesstraße 419
Pour les articles homonymes, voir Route 419.
La Bundesstraße 419 est une Bundesstraße des Länder de Rhénanie-Palatinat et de Sarre.

## Géographie
La route fait partie de la liaison Trèves-Thionville et dessert les arrondissements de Trèves-Sarrebourg (Rhénanie-Palatinat) et de Merzig-Wadern (Sarre).
La B 419 commence à Konz dans le prolongement de la B 51. Elle traverse ensuite la Sarre le long de la Haute-Moselle en passant par les villages de Wasserliesch, Wellen et Wincheringen jusqu'à Palzem. Avant Palzem, la B 419 quitte la vallée de la Moselle, qu'elle rejoint à nouveau avant la frontière entre la Rhénanie-Palatinat et la Sarre.
En suivant la Moselle, la B 419 croise la B 406 à Nennig et l'A 8 près de Perl. La B 419 se termine au poste frontière vers la France et se poursuit par la D 654 française.

## Source
- (de) Cet article est partiellement ou en totalité issu de l’article de Wikipédia en allemand intitulé « Bundesstraße 419 » (voir la liste des auteurs).

1. ↑  (de) « Die Bundes- und Reichsstraßen in Deutschland - Nr. ab 399 » [archive du 15 octobre 2008], sur home.arcor.de (consulté le 18 juillet 2025)